# آندرس گوستاف اکه‌برگ

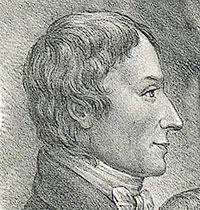
آندرس گوستاف اکه‌برگ

آندِرس گوستاف اِکِه‌بِرگ (سوئدی: Anders Gustaf Ekeberg)، شیمیدان اهل سوئد بود که در سال ۱۸۰۲ میلادی موفق به کشف عنصر شیمیایی تانتال شد. این دانشمند فاقد حس شنوایی و به عبارتی کَر بوده است. اکه‌برگ در سال ۱۷۸۸ میلادی از دانشگاه اوپسالای سوئد دانش‌آموخته شد و در سال ۱۷۹۴ به درجهٔ دانشیار آن دانشگاه نائل گردید و در سال ۱۷۹۹ به عنوان عضو فرهنگستان پادشاهی علوم سوئد انتخاب گردید.